# فلورنسيا أبيت
فلورنسيا أبيت (بالإسبانية: Florencia Abbate)‏ (24 ديسمبر 1976، بوينس آيرس في الأرجنتين)؛ كاتِبة، صحفية وشاعرة أرجنتينية.